# Callochromis macrops
Callochromis macrops är en fiskart som först beskrevs av Boulenger, 1898.  Callochromis macrops ingår i släktet Callochromis och familjen Cichlidae. IUCN kategoriserar arten globalt som livskraftig. Inga underarter finns listade.